# Hazbin Hotel (banda sonora)
Hazbin Hotel (Original Soundtrack) es una banda sonora extendida, lanzada en tres partes, de la serie musical de animación para adultos Hazbin Hotel. La primera parte se estrenó el 19 de enero de 2024. la segunda el 26 de enero y la tercera el 1 de febrero. La música fue compuesta y escrita por Andrew Underberg y Sam Haft.

## Trasfondo
Después del éxito del episodio piloto de 2019 de Hazbin Hotel, la creadora de la serie Vivienne «VivziePop» Medrano comenzó a trabajar en la primera temporada de la serie en colaboración con A24, Bento Box Entertainment y Amazon MGM Studios.

## Grabación y producción
A24, una compañía de entretenimiento independiente, retomó la serie para su producción en agosto de 2020. En diciembre de 2021, la cuenta oficial de Twitter de Hazbin Hotel adelantó el lanzamiento de la primera temporada. La fecha de lanzamiento original estaba prevista para el verano de 2023, Pero debido a la Huelga del Sindicato de Guionistas de Estados Unidos de 2023, la producción de la serie se detuvo y el lanzamiento se retrasó hasta enero de 2024.
El 27 de noviembre de 2023, Amazon presentó a Sam Haft de The Living Tombstone y a Andrew Underberg, nominado al Emmy, como los compositores y productores de la primera temporada. Haft trabajó previamente con Medrano en la música del piloto de Hazbin Hotel y la banda sonora de Helluva Boss. El reparto de la serie también se anunció en 2023, con Erika Henningsen como Charlie Morningstar, Jeremy Jordan como Lucifer Morningstar, Stephanie Beatriz como Vaggie y Alex Brightman como Adam.

## Estreno y pormoción
Se lanzaron dos sencillos promocionales antes de la serie, «Happy Day in Hell» se lanzó el 20 de octubre de 2023, después de su vista previa en la Comic Con de Nueva York y «Poison» tuvo su debut el 5 de enero de 2024. Ambas canciones se interpretaron frente a la audiencia del estreno en vivo durante los primeros cuatro episodios, y Medrano publicó ambas interpretaciones en su canal de YouTube el 17 de enero de 2024.
Después del lanzamiento de los primeros cuatro episodios el 19 de enero, A24 Music y Amazon Prime Video lanzaron un álbum de reproducción extendida titulado Hazbin Hotel Original Soundtrack (Part 1). El 26 de enero se lanzó la segunda parte, que incluye cuatro canciones en total de «Dad Beat Dad» y «Welcome to Heaven». La parte final se lanzó el 1 de febrero, incluyendo canciones de los dos últimos episodios de la primera temporada. Un día después, se lanzó la banda sonora completa que contó con las dieciséis canciones de la primera temporada.

## Reconocimientos
| Premio                 | Año  | Categoría             | Resultado | Ref.   |
| ---------------------- | ---- | --------------------- | --------- | ------ |
| Billboard Music Awards | 2024 | Top Soundtrack        | Nominada  | [ 18 ] |
| Premios American Music | 2025 | Banda Sonora Favorita | Nominada  | [ 19 ] |

## Lista de canciones
Todas las canciones escritas y compuestas por Sam Haft y Andrew Underberg. 
| Sencillos |                     |                  |          |  |
| N.º       | Título              | Intérprete(s)    | Duración |  |
| 1.        | «Happy Day in Hell» | Erika Henningsen | 2:57     |  |
| 2.        | «Poison»            | Blake Roman      | 2:07     |  |
| 5:04      |                     |                  |          |  |

| Hazbin Hotel Original Soundtrack (Part 1) |                        |                   |          |  |
| N.º                                       | Título                 | Intérprete(s)     | Duración |  |
| 1.                                        | «Hell Is Forever»      | Alex Brightman    | 2:20     |  |
| 2.                                        | «Stayed Gone»          | Christian Borle   | 3:00     |  |
| 3.                                        | «It Starts with Sorry» | Erika Henningsen  | 1:30     |  |
| 4.                                        | «Whatever It Takes»    | Daphne Rubin-Vega | 2:57     |  |
| 5.                                        | «Respectless»          | Daphne Rubin-Vega | 1:35     |  |
| 6.                                        | «Loser, Baby»          | Keith David       | 2:55     |  |
| 14:19                                     |                        |                   |          |  |

| Hazbin Hotel Original Soundtrack (Part 2) |                       |               |          |  |
| N.º                                       | Título                | Intérprete(s) | Duración |  |
| 1.                                        | «Hell's Greatest Dad» | Jeremy Jordan | 2:13     |  |
| 2.                                        | «More Than Anything»  | Jeremy Jordan | 3:13     |  |
| 3.                                        | «Welcome to Heaven»   | Darren Criss  | 1:00     |  |
| 4.                                        | «You Didn't Know»     | Shoba Narayan | 3:08     |  |
| 9:36                                      |                       |               |          |  |

| Hazbin Hotel Original Soundtrack (Part 3) |                                |                   |          |  |
| N.º                                       | Título                         | Intérprete(s)     | Duración |  |
| 1.                                        | «Out for Love»                 | Daphne Rubin-Vega | 1:30     |  |
| 2.                                        | «Ready for This»               | Erika Henningsen  | 3:29     |  |
| 3.                                        | «More Than Anything (Reprise)» | Stephanie Beatriz | 1:00     |  |
| 4.                                        | «Finale»                       | Erika Henningsen  | 3:08     |  |
| 9:51                                      |                                |                   |          |  |

## Elenco
- Krystina Alabado – artista
- Stephanie Beatriz – artista, intérprete, voz
- Lilah Behling – editora musical
- Christian Borle – artista, intérprete, voz, locutor
- Alex Brightman – artista, intérprete, voz
- Lilli Cooper – artista, voz
- Darren Criss – artista, voz
- Keith David – artista, intérprete, voz
- Kimiko Glenn – artista, intérprete, voz
- Justin Goldner – bajo, bajo eléctrico, guitarra, guitarra acústica, guitarra eléctrica, mandolina
- Sam Haft – artista, intérprete, compositor, coros, productor
- Erika Henningsen – artista, intérprete, voz, locutora
- Keith Horn – arreglista/orquestador
- James Monroe Iglehart – artista, voz
- Jeremy Jordan – artista, intérprete, voz
- Leslie Kritzer – artista, intérprete
- Mick Lauer – intérprete
- Patina Miller – artista, voz
- Shoba Narayan – artista, voz
- Joel Perez – artista, intérprete, locutor
- Blake Roman – artista, intérprete, voz
- Daphne Rubin-Vega – artista, intérprete, voz
- Amir Talai – artista, intérprete, voz, locutor
- Andrew Underberg – artista, intérprete, compositor, productor
- Jessica Vosk – artista, voz

## Posicionamiento en listas
| Lista (2024)                             | Mejor posición |
| ---------------------------------------- | -------------- |
| Austria (Ö3 Austria)                     | 67             |
| Bélgica (Ultratop Flandes)               | 30             |
| Bélgica (Ultratop Valonia)               | 44             |
| Canadian Albums (Billboard)              | 14             |
| Dinamarca (Hitlisten)                    | 29             |
| Países Bajos (Album Top 100)             | 21             |
| Finnish Albums (Suomen virallinen lista) | 34             |
| Hungría (MAHASZ)                         | 21             |
| Italian Albums (FIMI)                    | 59             |
| Japanese Digital Albums (Oricon)         | 6              |
| Japanese Hot Albums (Billboard Japan)    | 26             |
| Lithuanian Albums (AGATA)                | 22             |
| New Zealand Albums (RMNZ)                | 6              |
| Noruega (VG‑lista)                       | 17             |
| Portugal (AFP)                           | 126            |
| España (Promusicae)                      | 54             |
| Swedish Albums (Sverigetopplistan)       | 44             |
| Suiza (Schweizer Hitparade)              | 36             |
| Reino Unido (UK Compilation Albums)      | 1              |
| Reino Unido (UK Album Downloads)         | 9              |
| Reino Unido (UK Country Albums)          | 1              |
| US Billboard 200                         | 13             |
| US Soundtrack Albums (Billboard)         | 1              |

| Lista (2024)                     | Mejor posición |
| -------------------------------- | -------------- |
| Canadian Albums (Billboard)      | 84             |
| Japanese Digital Albums (Oricon) | 15             |
| Lithuanian Albums (AGATA)        | 29             |
| Polonia (ZPAV)                   | 37             |
| Reino Unido (UK Album Downloads) | 11             |
| Reino Unido (UK Country Albums)  | 9              |
| US Billboard 200                 | 95             |
| US Soundtrack Albums (Billboard) | 3              |

| Lista (2024)                     | Mejor posición |
| -------------------------------- | -------------- |
| Japanese Digital Albums (Oricon) | 12             |
| US Billboard 200                 | 189            |
| US Soundtrack Albums (Billboard) | 5              |

| Lista (2024)                     | Mejor posición |
| -------------------------------- | -------------- |
| Japanese Digital Albums (Oricon) | 13             |

| Lista (2024)     | Posición |
| ---------------- | -------- |
| US Billboard 200 | 181      |

### Canciones
| Título                                                                                        | Año  | Mejor posición en listas | Mejor posición en listas | Mejor posición en listas | Mejor posición en listas | Mejor posición en listas | Mejor posición en listas | Mejor posición en listas | Mejor posición en listas | Mejor posición en listas | Mejor posición en listas | Album                                     |
| Título                                                                                        | Año  | NZ Hot                   | CAN                      | UK                       | UK Digital               | UK Sales                 | UK Indie                 | UK Indie Break.          | US Bub.                  | US Alt.                  | US Rock/Alt.             | Album                                     |
| --------------------------------------------------------------------------------------------- | ---- | ------------------------ | ------------------------ | ------------------------ | ------------------------ | ------------------------ | ------------------------ | ------------------------ | ------------------------ | ------------------------ | ------------------------ | ----------------------------------------- |
| «Happy Day in Hell»                                                                           | 2023 | —                        | —                        | —                        | —                        | —                        | —                        | —                        | —                        | —                        | —                        | N/A                                       |
| «Poison»                                                                                      | 2024 | 24                       | 69                       | 96                       | 66                       | 70                       | 38                       | 7                        | 2                        | 23                       | 14                       | N/A                                       |
| «Hell Is Forever»                                                                             | 2024 | —                        | —                        | —                        | —                        | —                        | —                        | —                        | —                        | —                        | —                        | Hazbin Hotel Original Soundtrack (Part 1) |
| «Stayed Gone»                                                                                 | 2024 | 21                       | 85                       | —                        | —                        | —                        | 46                       | 13                       | 11                       | —                        | —                        | Hazbin Hotel Original Soundtrack (Part 1) |
| «It Starts with Sorry»                                                                        | 2024 | —                        | —                        | —                        | —                        | —                        | —                        | —                        | —                        | —                        | —                        | Hazbin Hotel Original Soundtrack (Part 1) |
| «Whatever It Takes»                                                                           | 2024 | —                        | —                        | —                        | —                        | —                        | —                        | —                        | —                        | —                        | —                        | Hazbin Hotel Original Soundtrack (Part 1) |
| «Respectless»                                                                                 | 2024 | 28                       | —                        | —                        | —                        | —                        | —                        | —                        | —                        | —                        | 27                       | Hazbin Hotel Original Soundtrack (Part 1) |
| «Loser, Baby»                                                                                 | 2024 | 10                       | 65                       | 77                       | 98                       | —                        | 26                       | 3                        | 1                        | —                        | —                        | Hazbin Hotel Original Soundtrack (Part 1) |
| «Hell's Greatest Dad»                                                                         | 2024 | 23                       | 74                       | 98                       | 38                       | 41                       | 39                       | 8                        | 9                        | —                        | —                        | Hazbin Hotel Original Soundtrack (Part 2) |
| «More Than Anything»                                                                          | 2024 | 38                       | —                        | —                        | —                        | —                        | —                        | —                        | —                        | —                        | 31                       | Hazbin Hotel Original Soundtrack (Part 2) |
| «Welcome to Heaven»                                                                           | 2024 | —                        | —                        | —                        | —                        | —                        | —                        | —                        | —                        | —                        | —                        | Hazbin Hotel Original Soundtrack (Part 2) |
| «You Didn't Know»                                                                             | 2024 | 24                       | —                        | —                        | —                        | —                        | —                        | 17                       | 25                       | —                        | —                        | Hazbin Hotel Original Soundtrack (Part 2) |
| «Out for Love»                                                                                | 2024 | 28                       | 94                       | —                        | —                        | —                        | —                        | —                        | 20                       | —                        | —                        | Hazbin Hotel Original Soundtrack (Part 3) |
| «—» denota una grabación que no figuraba en las listas o que no se publicó en ese territorio. |      |                          |                          |                          |                          |                          |                          |                          |                          |                          |                          |                                           |

## Certificaciones
| País        | Organismo certificador | Certificación | Unidades certificadas/Ventas | Ref.   |
| ----------- | ---------------------- | ------------- | ---------------------------- | ------ |
| Reino Unido | BPI                    | Plata         | 600 000                      | [ 62 ] |